# Chiesa di San Ciriaco (Corniglio)
La chiesa di San Ciriaco, nota anche come chiesa di San Quiriaco Vescovo, è un luogo di culto cattolico dalle forme neoclassiche, situato in via Giacomo Toschi 1 a Ballone, frazione di Corniglio, in provincia e diocesi di Parma; è sede di una parrocchia compresa nella zona pastorale della Montagna.

## Storia
Il luogo di culto originario fu edificato in epoca altomedievale; la più antica testimonianza della sua esistenza risale al 6 settembre 1000, quando la cappella, intitolata a sant'Alessandro, fu donata, unitamente a una corte situata a Balone, dalla contessa Ferlinda al Capitolo della Cattedrale di Parma. In seguito, nel 1141 la Capellam de Balone fu menzionata in una bolla del papa Innocenzo II e nuovamente nel 1230 l'Ecclesie Sancti Alexandri da Balono, posta nel territorio della pieve di Corniglio ma soggetta direttamente all'autorità del capitolo, fu nominata nel Capitulum seu Rotulus Decimarum della diocesi di Parma.
Verso la fine del XIII secolo l'antico tempio si deteriorò e pertanto si rese necessaria la sua ricostruzione, che però avvenne solo nel 1496; tre anni prima era stata menzionata per la prima volta la nuova intitolazione della cappella, all'epoca dipendente dalla pieve cornigliese, a san Quiriaco vescovo.
Nel 1564 la chiesa fu elevata a sede parrocchiale autonoma.
Intorno alla metà del XVIII secolo l'edificio fu profondamente modificato e ampliato, prolungando la navata e la zona absidale e aggiungendo le due cappelle laterali; nel corso dei lavori, che furono terminati nel 1789, la struttura fu inoltre presumibilmente sopralzata.
Nella prima metà del XX secolo la chiesa fu sottoposta a nuovi lavori di restauro, che interessarono l'intero edificio; nel corso delle opere, la facciata in pietra fu in gran parte ricostruita.

## Descrizione

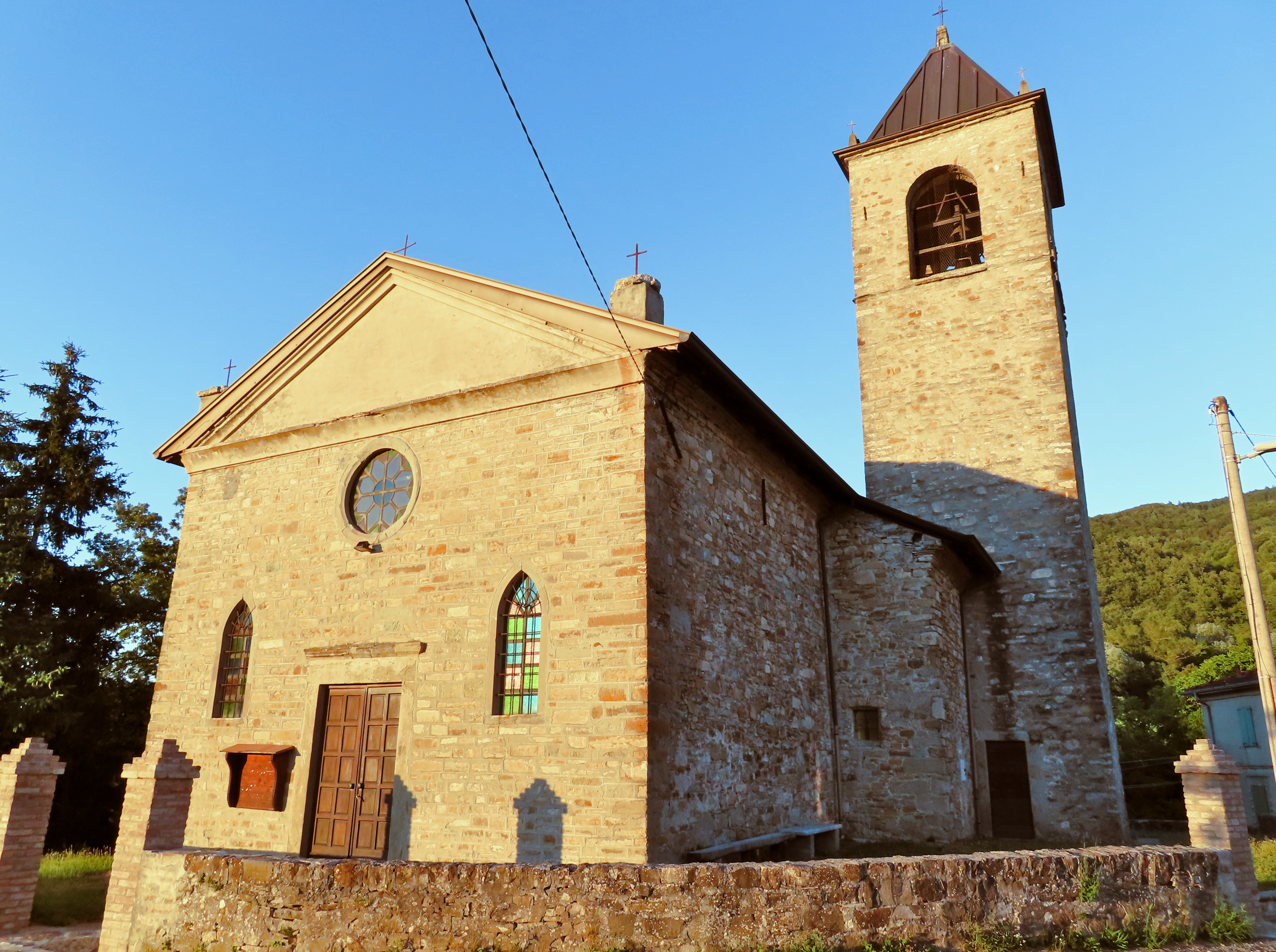
Facciata e lato sud

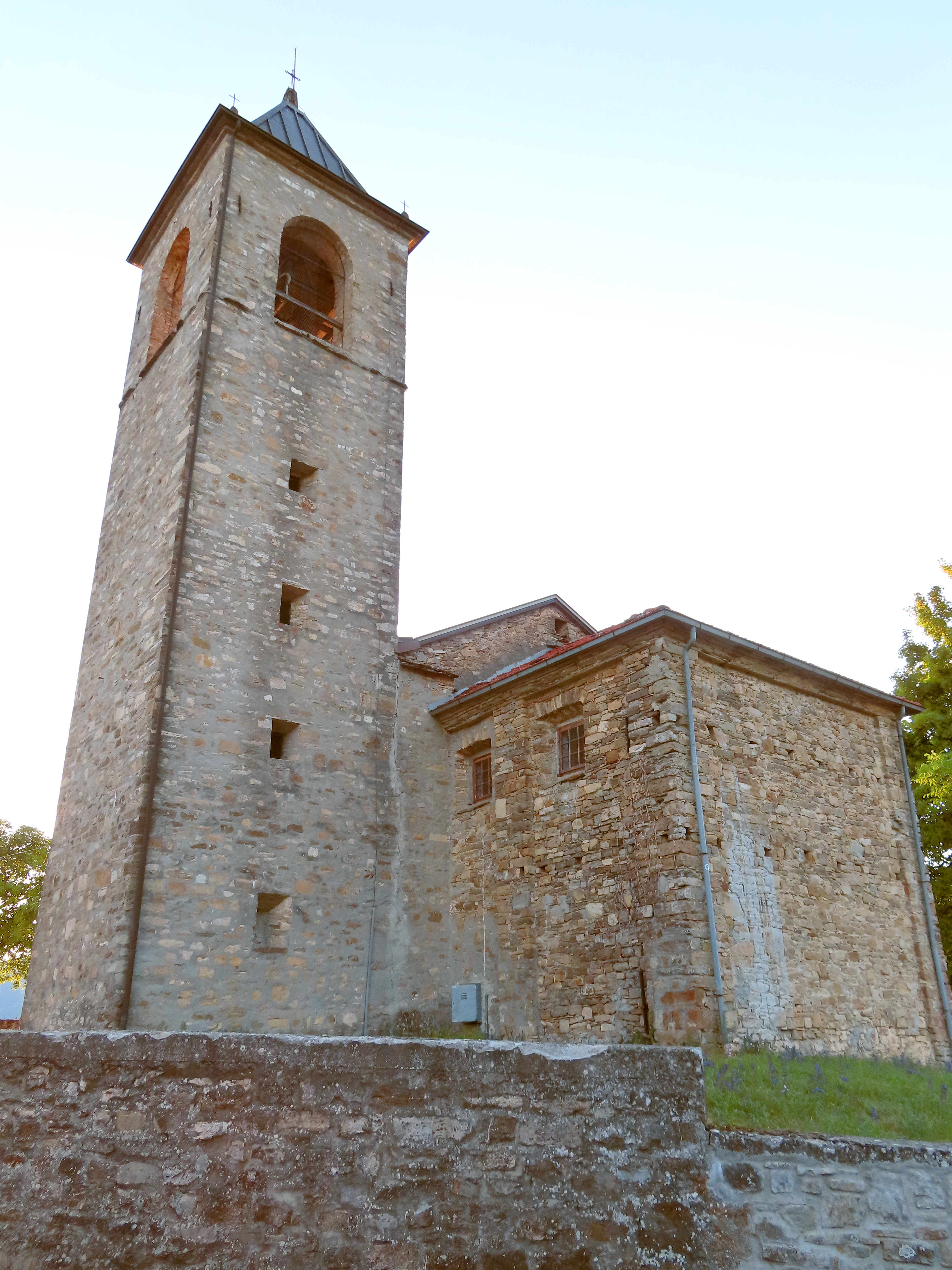
Retro e campanile

La chiesa si sviluppa su un impianto a navata unica affiancata da una cappella per lato, con ingresso a ovest e presbiterio a est.
La simmetrica facciata a capanna, rivestita in pietra come il resto dell'edificio, è caratterizzata dalla presenza del portale d'ingresso centrale, inquadrato da una cornice e sormontato da un architrave in rilievo e, più in alto, da un piccolo rosone; ai lati si aprono due monofore ad arco ogivale, mentre in sommità si staglia un ampio frontone triangolare intonacato, con cornice modanata.
Dai fianchi, privi di aperture, aggettano i volumi delle cappelle; sul fondo del lato destro si eleva il campanile in pietra, con cella campanaria affacciata sulle quattro fronti attraverso ampie monofore ad arco a tutto sesto.
All'interno la navata, coperta da una volta a botte lunettata, è scandita da una serie di lesene doriche, a sostegno del cornicione perimetrale in aggetto; le cappelle laterali si affacciano sull'aula attraverso ampie arcate a tutto sesto.
Il presbiterio, lievemente sopraelevato, è preceduto dall'arco trionfale, retto da paraste doriche; l'ambiente, coronato da una volta a botte lunettata, ospita nel mezzo l'altare maggiore ligneo a mensa, aggiunto intorno al 1990.
La chiesa conserva alcune opere di pregio, tra cui un olio seicentesco raffigurante i Santi Quiriaco e Smeraldo e una croce astile in rame del 1540.